# La brigata del diavolo
La brigata del diavolo (The Devil's Brigade) è un film statunitense del 1968, diretto da Andrew V. McLaglen.
La vicenda, ambientata nel corso della seconda guerra mondiale, come gran parte dei personaggi, è tratta dalla realtà. Il soggetto protagonista, Ten. Col. Robert T. Frederick, è realmente esistito com'è esistita l'unità speciale combattente, il 1st Special Service Force, da lui comandata; non autentica invece è la descrizione della composizione dell'unità rispetto alla realtà, che era invece composta da personale altamente motivato da entrambe le parti. L'episodio clou del film, la conquista del Monte La Difensa (Monte Camino) si riferisce ad una parte della cosiddetta battaglia di Monte Camino (o battaglia de La Difensa), combattuta durante la Campagna d'Italia 1943-1945 dalle forze alleate nei giorni dal 3 al 9 novembre 1943, contro le forze della Wehrmacht.
Il soggetto da cui è tratto il film, comunque, è il libro dal medesimo titolo scritto nel 1966 dal romanziere statunitense Robert H. Adleman e dal colonnello in pensione George Walton.

## Trama
Al Ten. Col. Robert T. Frederick viene assegnato l'arduo compito di trasformare un'accozzaglia di avanzi di galera in un'unità speciale combattente, altamente addestrata. Ai soggetti prescelti, indisciplinati e rissosi, si aggiunge anche una compagnia di soldati canadesi, comandata dal Maggiore Alan Crown, che si deve unire ai militari americani per formare il 1º Special Service Force. Una volta riuniti presso il campo di addestramento Fort William Henry Harrison di Helena, sui monti del Montana, fra i due gruppi nasce subito una profonda rivalità, essendo i canadesi oggetto di continuo scherno da parte degli statunitensi; tuttavia, la ferrea disciplina cui sono stati abituati dal loro comandante, li costringe a subire scherzi e lazzi dei colleghi statunitensi senza reagire.
L'addestramento procede fra marce estenuanti e corse sul percorso di guerra finché una sera, poco prima di Natale, possono godersi una libera uscita in un pub della città. I boscaioli del luogo tuttavia, irritati dal fatto che le donne del posto preferiscono i militari, intimano loro di andarsene e cercano di sopraffare un canadese: tutti i colleghi, statunitensi compresi, si alleano automaticamente contro i locali e ne nasce una rissa che si conclude con il ricovero in ospedale di parecchi boscaioli. Da quel momento canadesi e statunitensi fraternizzano, ma giunge notizia che la missione nella Norvegia occupata dalle truppe tedesche, per la quale si era costituito il 1º Special Service Force, verrà portata a compimento da soli inglesi, e che l'unità speciale verrà sciolta ed i suoi componenti inviati al fronte in reparti diversi.
Ma il colonnello Frederick non ci sta: recatosi a Washington, riesce ad ottenere dal generale Clark di essere inviato con la sua unità al completo sul fronte italiano. Qui il suo comandante, Generale Maxwell Hunter, diffidando di questi soldati indisciplinati, rifiuta il piano di Frederick per conquistare di sorpresa il paese di Sant'Elia, una collina ove la Wehrmacht ha stabilito un importante e ben difeso centro di comunicazioni, e intima al colonnello di compiere solo qualche azione di disturbo con la cattura di qualche soldato tedesco. Ma Frederick interpreta a suo modo gli ordini e riesce, con un attacco di sorpresa la mattina presto, a conquistare il paese, catturando l'intera guarnigione tedesca senza subire perdite. È lo stesso generale tedesco, comandante la guarnigione di Sant'Elia, che, preso prigioniero, definirà l'unità comandata da Frederick, "brigata del diavolo".
Il generale Hunter non può certo punire Frederick ed il generale Clark, oltre a complimentarsi con lui, gli sottopone il problema della conquista del Monte La Defensa (Monte Camino): una postazione di artiglieria e carri armati tedeschi a 960 m s.l.m., che controlla la Casilina, la strada più diritta ed agevole per raggiungere Roma. Frederick propone di salire sul monte in arrampicata con la sua unità dal lato più impervio, dove i tedeschi non si aspettano un attacco mentre, durante l'avvicinamento in vetta alle postazioni nemiche, l'artiglieria alleata concentrerà sui tedeschi un bombardamento di un'ora, per convincerli che è imminente un attacco sul lato opposto, il che darà tempo all'unità speciale di Frederick di prendere posizione ed attaccare i tedeschi alle spalle. Contro il parere del generale Hunter, Clark approva il piano di Frederick e ne ordina l'esecuzione. L'impresa avrà successo, ma costerà moltissimo in perdite umane all'unità di Frederick.